# Roa Produktion
ROA produktion är en agentur med inriktning på ståuppkomik, samt föreläsningar. Företaget bildades 2008 och delägare är David Batra, Johan Glans, Måns Möller, Hasse Brontén, Thomas Järvheden och Özz Nûjen. 
Andra personer kopplade till ROA är Soran Ismail, Marika Carlsson, Jesper Rönndahl, Robin Paulsson, Frida Boisen, Martin Lagos, Kristoffer Appelquist, Carin Da Silva, Navid Modiri, Therese Sandin och Ann Westin.
ROA drivs av Sabina Babakhan.
ROA är grundare till flera stora evenemang, som till exempel tv-programmet Cirkus Möller, sommarturnén Sunny Standup och julshowen Christmas Comedy.